# ری استریتر
 ری استریتر (انگلیسی: Ray Streater؛ زاده ۲۱ آوریل ۱۹۳۶) یک دانشمند اهل بریتانیا است. 